# Stockvik
Stockvik is een plaats in de gemeente Sundsvall in het landschap Medelpad en de provincie Västernorrlands län in Zweden. De plaats heeft 2165 inwoners (2005) en een oppervlakte van 229 hectare. De plaats ligt aan de Botnische Golf en de Europese weg 4 loopt direct ten westen van de plaats.